# Extraordinary rendition

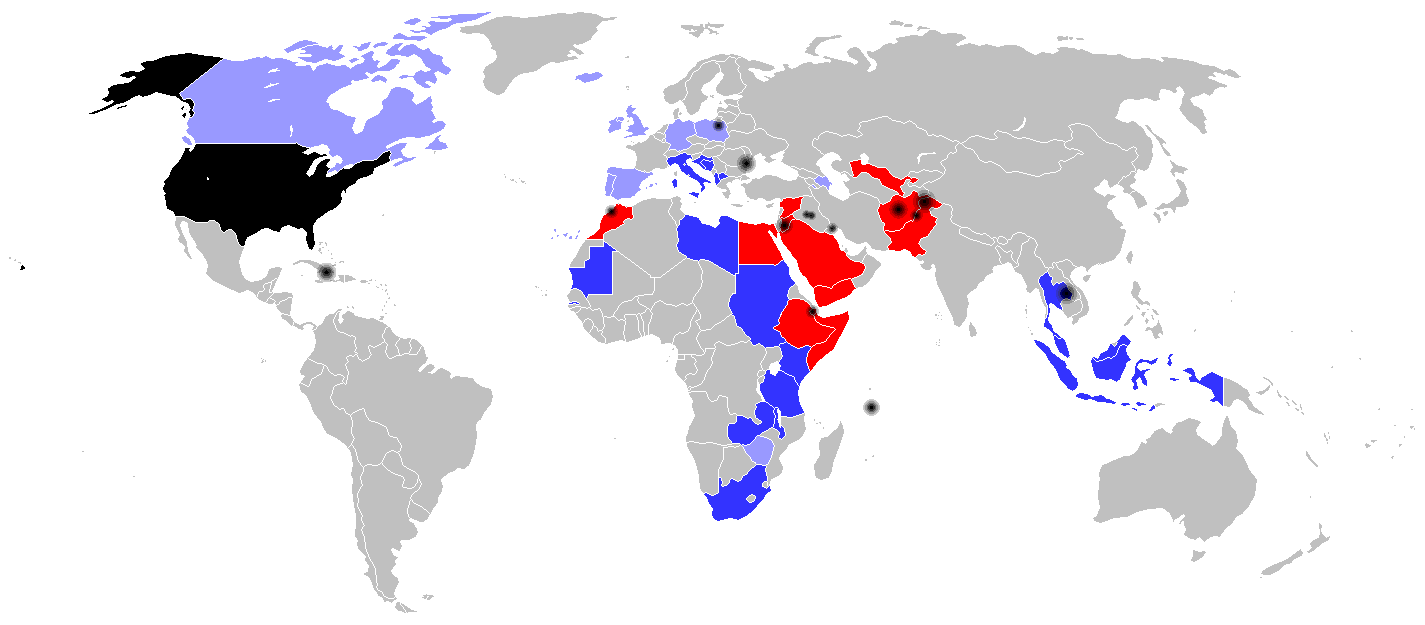
Blau: Aus diesen Ländern stammen die illegal Entführten.
Hellblau: Häftlinge wurden gemäß angegebenen Quellen über diese Länder transportiert.
Rot: Häftlinge sind diesen Angaben zufolge in diesen Ländern angekommen.
Schwarz: Standorte der "black sites".
Quellen: Amnesty International, Human Rights Watch

Der Begriff Extraordinary rendition (deutsch: außerordentliche Auslieferung, auch Überstellung von Terrorverdächtigen) bezeichnet das Entführen und Überführen einer Person von einem Staat zum anderen ohne juristische Grundlage. In diesem Zusammenhang wird auch der Ausdruck torture by proxy (zu deutsch: stellvertretende Folter) von Kritikern dieser Überführungen genutzt, um Abläufe zu beschreiben, bei denen im Rahmen des Kampfs gegen den Terror so genannte Terrorverdächtige in Länder überführt werden, deren Strafverfolgung von teilweise menschenrechtsverletzenden Befragungstechniken wie Folter geprägt ist. Des Weiteren wird von Kritikern angeführt, dass diese Folter in Mitwissen oder sogar in Einverständnis der veranlassenden Regierung geschieht.
Die damalige Außenministerin der Vereinigten Staaten, Condoleezza Rice, erklärte im April 2006 in einem Radio-Interview, dass die Vereinigten Staaten keine Menschen an Orte überführten, von denen man wisse, dass sie dort gefoltert werden würden. Diese Aussage steht im Gegensatz zu staatsanwaltlichen Ermittlungen zum Beispiel im Fall Abu Omar.

## Verstoß gegen UN-Konventionen
Diese Vorgehensweise der Vereinigten Staaten hat eine Reihe an moralischen, juristischen und politischen Vorwürfen aufgeworfen und zu diversen offiziellen Untersuchungen der Europäischen Union geführt. Ein Bericht vom Juni 2006 des Europarats schätzte, dass 100 Personen von der CIA auf europäischem Gebiet entführt und in andere Länder überführt wurden – häufig erst, nachdem sie sogenannte Black sites durchliefen, die von der CIA in Kooperation mit den jeweiligen Regierungen betrieben wurden. Gemäß einem Bericht des Europäischen Parlaments vom Februar 2007 führte die CIA 1.245 Flüge durch, die oftmals Länder zum Ziel hatten, in denen die Verdächtigten in Missachtung des dritten Artikels der UN-Antifolterkonvention Folter ausgesetzt werden konnten. Eine große Mehrheit des Europäischen Parlaments bestätigte das Ergebnis des Berichts, der besagte, dass viele Mitgliedsstaaten die illegalen Handlungen der CIA tolerierten, und andere europäische Regierungen und deren Geheimdienste für ihren Widerwillen, bei den Untersuchungen zu kooperieren, kritisierten.
Gut dokumentierte Beispiele sind Khaled al-Masri und Abu Omar.

## Dauerhaftes „Verschwindenlassen“ von Verdächtigen
Im Jahr 2006 veröffentlichte ein Zusammenschluss von sechs Menschenrechtsorganisationen, darunter Amnesty International und Human Rights Watch, eine Liste mit 36 Personen, die entweder erwiesenermaßen oder mit hoher Wahrscheinlichkeit von US-Behörden unter Terrorverdacht gefangen gehalten wurden, und die „verschwunden“ (engl. disappeared) seien. Sie seien weder wieder aufgetaucht, noch würden die US-Behörden Fragen zu ihrem weiteren Schicksal oder deren Verbleib beantworten. Diese Situation hatte sich bis zum April 2009 noch nicht wesentlich geändert. Die US-amerikanische Juraprofessorin Margaret Satterthwaite meinte dazu:

„Bis die US-Regierung das Schicksal und den Verbleib dieser Individuen aufklärt, sind diese Menschen noch verschwunden, und Verschwindenlassen ist eine der schwerwiegendsten internationalen Menschenrechtsverletzungen. (Until the U.S. government clarifies the fate and whereabouts of these individuals, these people are still disappeared, and disappearance is one of the most grave international human rights violations.)“